# Ophélie

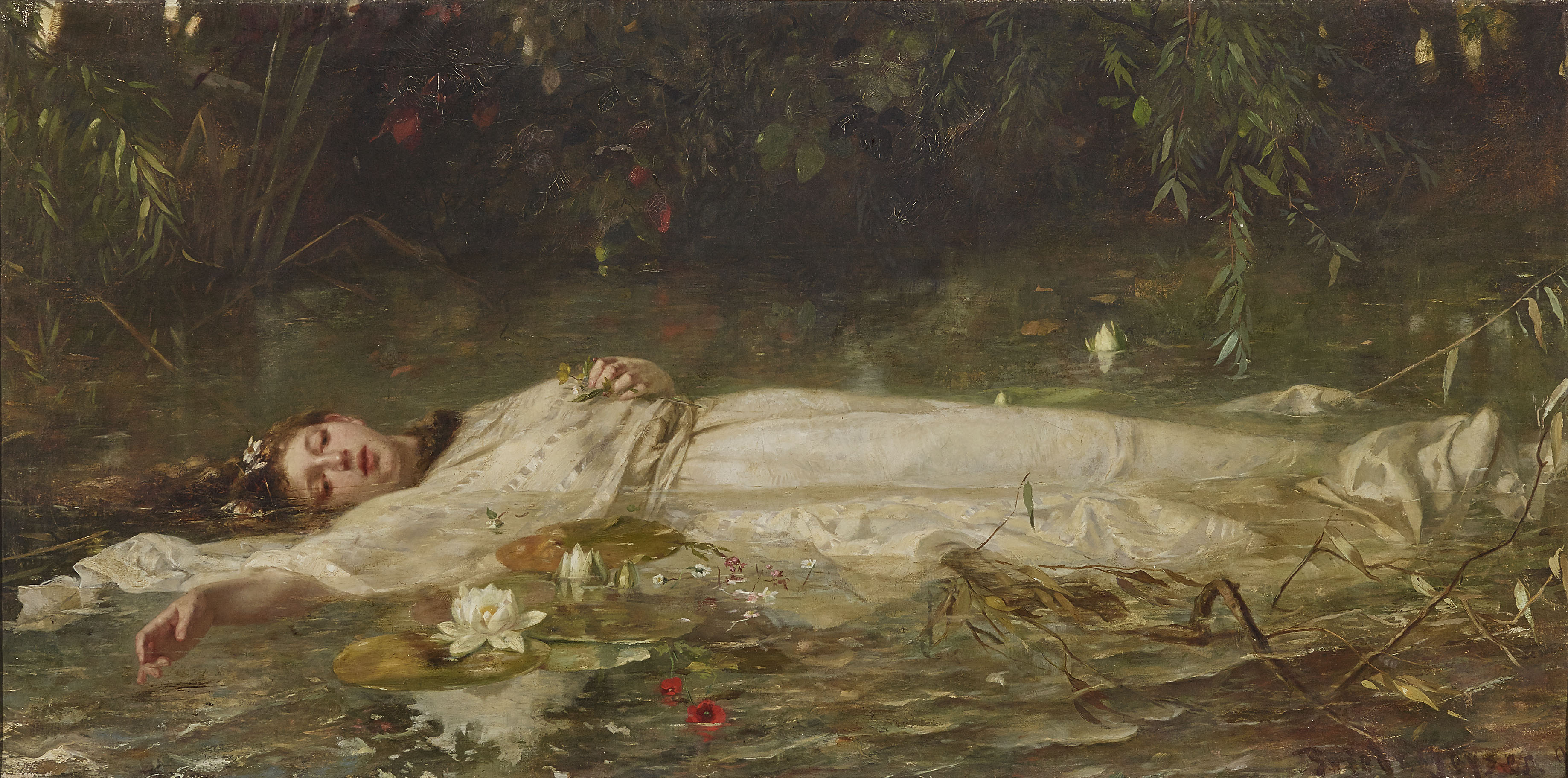
Pintura "Ophelia" cap al 1900 de Friedrich Wilhelm Theodor Heyser (1857–1921). Museu Wiesbaden.

Ophélie, op.165, és una obra de la compositora Mel Bonis.

## Composició
Mel Bonis compon dues versions de Ophélie: una per a piano i l'altre per a orquestra. La versió per a piano no té data, l'obra va ser publicada pòstumament per les edicions Armiane el 1998 i després per les edicions Furore el 2004. La versió orquestral té moltes correccions i també ser publicada pòstumament per les edicions Furore el 2018.

## Anàlisi
Ophélie és una de les nou peces de la compositora que descriuen la figura de grans heroïnes mitològiques: Le Songe de Cléopâtre, Mélisande, Viviane, Phœbe, Salomé, Omphale, Écho i Desdèmona. L'obra requereix uns requisits tècnics força avançats, i evoca, pel seu títol i la seva estètica, una obra propera al simbolisme .
La versió orquestral mostra un gran domini de l'escriptura orquestral
Ophelia s'inspira en el personatge homònim de l'obra Hamlet, de William Shakespeare, el qual perd el cap i s'ofega en circumstàncies misterioses. Bonis s'apropia i retrata les característiques principals d'aquest personatge : la bellesa virginal, l'element aquàtic, la Natura o el son .
L'obra té un caràcter molt tempestuós, és abundant en cromatismes, i la versió orquestral posa en relleu instruments amb timbres més foscos, com violes, violoncels o fagots. També s'observa l'aparició d'un clarinet baix, l'única en tota la seva obra simfònica. Aquest contrasta amb el timbre més lluminós de les flautes, oboès i violins. La peça es construeix al voltant de tres idees temàtiques i té una estructura formal regular. La secció central està articulada per cascades lentes i brillants d'inversions d'acords perfectes o de sèptima disminuïda, que volen recrear un paisatge aquàtic. Les arpes tenen la indicació de caràcter « misteriós » .
La peça presenta flexibilitat rítmica, apreciable en la llibertat de la línia melòdica. Aquesta partitura situa Mel Bonis en la llarga tradició d'orquestració francesa i en la continuació de l'estil de Maurice Ravel i Claude Debussy .

## Discografia
- Bonis: The Wounded Cathedral, Pianoworks, Veerle Peeters (piano), Et'Cetera, 2010.